# Henriett Seth F.
Henriett Seth F. (née Henrietta Fajcsák le 27 octobre 1980 à Eger) est une écrivaine, peintre et scénariste hongroise.

## Biographie
Son premier roman Autizmussal önmagamba zárva (Enfermée en moi par l'autisme), publié en 2005 en Hongrie, devint un best-seller mondial de la littérature sur l'autisme. Son père est Bela Fajcsak. Som arrière-grand-père est Heinrich Stigler et son arrière-grand-mère est Maria Händel. Son parrain est le dr. Janos Sekely (évêque hongrois, évêque et Tunisie, 2007-). 
Son pseudonyme est Florida. Elle est également Servant d'autel et Lecteur (liturgie) (Église catholique, à Eger en Hongrie, 2023-). Henriett est photographe dans le Burgenland, en Autriche.(2024-) Henriett est membre de Creative Industries Styria à Graz, en Autriche, depuis 2025.

## Théâtre
- Nemsenkilény, monológ nemmindegyembereknek (Monodrame), 2010